# Résultat des élections à Fondettes
Cet article récapitule les résultats des élections à Fondettes, commune localisée dans le département d'Indre-et-Loire (région Centre-Val de Loire, France) depuis 2000, excepté celui du référendum de 1992.
| Élections présidentielles, résultats des deuxièmes tours.                                                           | Élections présidentielles, résultats des deuxièmes tours. | Élections présidentielles, résultats des deuxièmes tours. | Élections présidentielles, résultats des deuxièmes tours. | Élections présidentielles, résultats des deuxièmes tours. | Élections présidentielles, résultats des deuxièmes tours. | Élections présidentielles, résultats des deuxièmes tours. | Élections présidentielles, résultats des deuxièmes tours. |
| Année | Élu                                                       | Élu                                                       | Élu                                                       | Battu                                                     | Battu                                                     | Battu                                                     | Participation                                             |
| --- | --------------------------------------------------------- | --------------------------------------------------------- | --------------------------------------------------------- | --------------------------------------------------------- | --------------------------------------------------------- | --------------------------------------------------------- | --------------------------------------------------------- |
| 2002 | 82,21 %                                                   | Jacques Chirac                                            | RPR                                                       | 17,79 %                                                   | Jean-Marie Le Pen                                         | FN                                                        | 79,71 %                                                   |
| 2007 | 58,09 %                                                   | Nicolas Sarkozy                                           | UMP                                                       | 41,91 %                                                   | Ségolène Royal                                            | PS                                                        | 87,85 %                                                   |
| 2012 | 44,91 %                                                   | François Hollande                                         | PS                                                        | 55,09 %                                                   | Nicolas Sarkozy                                           | UMP                                                       | 84,69 %                                                   |
| 2017 | 78,76 %                                                   | Emmanuel Macron                                           | EM                                                        | 21,24 %                                                   | Marine Le Pen                                             | FN                                                        | 77,80 %                                                   |
| 2022 | %                                                         | Emmanuel Macron                                           | LREM                                                      | %                                                         | Marine Le Pen                                             | RN                                                        | %                                                         |
| Élections législatives, résultats des deux meilleurs scores du dernier tour de scrutin.                             |                                                           |                                                           |                                                           |                                                           |                                                           |                                                           |                                                           |
| Année | Élu                                                       | Élu                                                       | Élu                                                       | Battu                                                     | Battu                                                     | Battu                                                     | Participation                                             |
| Résultat des élections à Fondettes est répartie sur plusieurs circonscriptions, cf. les résultats des .             |                                                           |                                                           |                                                           |                                                           |                                                           |                                                           |                                                           |
| Avant 2010, Résultat des élections à Fondettes est répartie sur plusieurs circonscriptions, cf. les résultats des . |                                                           |                                                           |                                                           |                                                           |                                                           |                                                           |                                                           |
| 2002 | 58,26 %                                                   | Philippe Briand                                           | UMP                                                       | 41,74 %                                                   | Claude Roiron                                             | PS                                                        | 64,33 %                                                   |
| 2007 | 57,58 %                                                   | Philippe Briand                                           | UMP                                                       | 42,42 %                                                   | Claude Roiron                                             | PS                                                        | 62,33 %                                                   |
| Après 2010, Résultat des élections à Fondettes est répartie sur plusieurs circonscriptions, cf. les résultats de .  |                                                           |                                                           |                                                           |                                                           |                                                           |                                                           |                                                           |
| 2012 | 54,41 %                                                   | Philippe Briand                                           | UMP                                                       | 45,59 %                                                   | Claude Roiron                                             | PS                                                        | 63,39 %                                                   |
| 2017 | 63,86 %                                                   | Sabine Thillaye                                           | LREM                                                      | 36,14 %                                                   | Fabrice Boignard                                          | LR                                                        | 46,11. %                                                  |
| 2022 | %                                                         |                                                           |                                                           | %                                                         |                                                           |                                                           | %                                                         |
| 2024 | %                                                         |                                                           |                                                           | %                                                         |                                                           |                                                           | %                                                         |
| Élections européennes, résultats des deux meilleurs scores.                                                         |                                                           |                                                           |                                                           |                                                           |                                                           |                                                           |                                                           |
| Année | Liste 1re                                                 | Liste 1re                                                 | Liste 1re                                                 | Liste 2e                                                  | Liste 2e                                                  | Liste 2e                                                  | Participation                                             |
| 2004 | 29,02 %                                                   | Brice Hortefeux élu au premier tour                       | LUMP                                                      | 21,91 %                                                   | Catherine Guy-Quint                                       | LPS                                                       | 45,36 %                                                   |
| 2009 | 34,42 %                                                   | Jean-Pierre Audy élu au premier tour                      | LMAJ                                                      | 19,17 %                                                   | Jean-Paul Besset                                          | LVEC                                                      | 45,35 %                                                   |
| 2014 | 22,81 %                                                   | Brice Hortefeux élu au premier tour                       | LUMP                                                      | 17,54 %                                                   | Jean-Louis Borloo et François Bayrou                      | LUC                                                       | 47,17 %                                                   |
| 2019 | %                                                         |                                                           |                                                           | %                                                         |                                                           |                                                           | %                                                         |
| 2024 | %                                                         |                                                           |                                                           | %                                                         |                                                           |                                                           | %                                                         |
| Élections régionales, résultats des deux meilleurs scores.                                                          |                                                           |                                                           |                                                           |                                                           |                                                           |                                                           |                                                           |
| Année | Liste 1re                                                 | Liste 1re                                                 | Liste 1re                                                 | Liste 2e                                                  | Liste 2e                                                  | Liste 2e                                                  | Participation                                             |
| 2004 | 48,83 %                                                   | Michel Sapin                                              | LGA                                                       | 40,50 %                                                   | Serge Vinçon                                              | LDR                                                       | 67,21 %                                                   |
| 2010 | 47,46 %                                                   | François Bonneau                                          | LUG                                                       | 44,34 %                                                   | Hervé Novelli                                             | LMAJ                                                      | 54,44 %                                                   |
| 2015 | 44,43 %                                                   | Philippe Vigier                                           | LUD                                                       | 36,92 %                                                   | François Bonneau                                          | LUG                                                       | 62,41 %                                                   |
| 2021 | %                                                         |                                                           |                                                           | %                                                         |                                                           |                                                           | %                                                         |
| Élections cantonales, résultats des deux meilleurs scores du dernier tour de scrutin.                               |                                                           |                                                           |                                                           |                                                           |                                                           |                                                           |                                                           |
| Année | Élu                                                       | Élu                                                       | Élu                                                       | Battu                                                     | Battu                                                     | Battu                                                     | Participation                                             |
| Résultat des élections à Fondettes est répartie sur plusieurs cantons, cf. les résultats de ceux de .               |                                                           |                                                           |                                                           |                                                           |                                                           |                                                           |                                                           |
| 2001 | %                                                         |                                                           |                                                           | %                                                         |                                                           |                                                           | %                                                         |
| 2004 | 52,24 %                                                   | Joseph Masbernat                                          | PS                                                        | 47,76 %                                                   | Michel Pasquier                                           | UMP                                                       | 67,61 %                                                   |
| 2008 | %                                                         |                                                           |                                                           | %                                                         |                                                           |                                                           | %                                                         |
| 2011 | 51,29 %                                                   | Bertrand Ritouret                                         | UMP                                                       | 48,71 %                                                   | Joël Ageorges                                             | DVD                                                       | 47,12 %                                                   |
| Élections départementales, résultats des deux meilleurs scores du dernier tour de scrutin.                          |                                                           |                                                           |                                                           |                                                           |                                                           |                                                           |                                                           |
| Année | Élus                                                      | Élus                                                      | Élus                                                      | Battus                                                    | Battus                                                    | Battus                                                    | Participation                                             |
| Résultat des élections à Fondettes est répartie sur plusieurs cantons, cf. les résultats de ceux de .               |                                                           |                                                           |                                                           |                                                           |                                                           |                                                           |                                                           |
| 2015 | %                                                         |                                                           |                                                           | %                                                         |                                                           |                                                           | %                                                         |
| 2021 | %                                                         |                                                           |                                                           | %                                                         |                                                           |                                                           | %                                                         |
| Référendums. |                                                           |                                                           |                                                           |                                                           |                                                           |                                                           |                                                           |
| Année | Oui (national)                                            | Oui (national)                                            | Oui (national)                                            | Non (national)                                            | Non (national)                                            | Non (national)                                            | Participation                                             |
| 1992 | 55,61 % (51,04 %)                                         | 55,61 % (51,04 %)                                         | 55,61 % (51,04 %)                                         | 44,39 % (48,96 %)                                         | 44,39 % (48,96 %)                                         | 44,39 % (48,96 %)                                         | 75,40 %                                                   |
| 2000 | % (73,21 %)                                               | % (73,21 %)                                               | % (73,21 %)                                               | % (26,79 %)                                               | % (26,79 %)                                               | % (26,79 %)                                               | %                                                         |
| 2005 | 56,77 % (45,33 %)                                         | 56,77 % (45,33 %)                                         | 56,77 % (45,33 %)                                         | 43,23 % (54,67 %)                                         | 43,23 % (54,67 %)                                         | 43,23 % (54,67 %)                                         | 75,22 %                                                   |